# Isakowka (obwód kurski)
Isakowka (ros. Исаковка) – wieś (ros. деревня, trb. dieriewnia) w zachodniej Rosji, w sielsowiecie pogriebskim rejonu sudżańskiego w obwodzie kurskim.

## Geografia
Miejscowość położona jest nad rzeką Iwnica, 25,5 km od granicy z Ukrainą, 8 km od centrum administracyjnego sielsowietu pogriebskiego (Pogriebki), 27 km od centrum administracyjnego rejonu (Sudża), 70 km od Kurska.
W granicach miejscowości znajduje się 25 posesji.

## Demografia
W 2010 r. miejscowość zamieszkiwało 35 osób.